# Kniha Rút
Kniha Rút, hebrejsky מגילת רות‎, Megilat Rut, „Svitek Rút“, je jednou ze starozákonních knih. Židovská tradice přisuzuje autorství Samuelovi. Kniha podle židovského kánonu patří mezi Spisy, podle křesťanského mezi dějepisné knihy. Židé ji rovněž zahrnují mezi chameš megilot, tzv. pět svátečních svitků. Čte se o svátku Šavu'ot.

## Obsah knihy
Kniha se jmenuje podle hlavní hrdinky, Moabky Rút, která se provdala za židovského přistěhovalce. Když on i jeho bratr zemřeli, zůstaly po nich Rút, její švagrová Orpa a židovská tchyně Noemi. Noemi se rozhodla vrátit do své vlasti, do Judska. Zatímco Orpa raději zůstala doma v Moabu, Rút chtěla následovat svou tchyni, a tak se vydaly do Judska.
V Judsku, kde platil obecně levirátní zákon, žilo několik příbuzných Rútina zesnulého manžela, kteří měli povinnost se Rút ujmout a zplodit s ní syna pro svého zemřelého příbuzného. Rút paběrkovala na poli Bóaze, jednoho z nich. Bóaz se rozhodl si ji vzít za ženu, ale protože nebyl nejbližší příbuzný, musel přimět nejbližšího příbuzného, aby se svého nároku na Rút zřekl. To nebyl problém, a tak se Rút stala manželkou Bóazovou. Vstoupila nakonec i do rodokmenu krále Davida, jehož se stala prababičkou.

## Datace
Děj knihy je datován do doby soudců, tj. do doby předmonarchické (cca 1200–1000 př. n. l.). Avšak více skutečností hovoří pro pozdější dataci, nejspíše do doby krátce poexilní (5. století př. n. l.?):
- Židovský kánon řadí knihu mezi Ketuvím (Spisy).
- Kniha prosazuje možnost, aby pohan přijal víru v izraelského Boha a stal se členem národa, čímž se řadí po bok knihy Jonáš či do linie Deutero-Izajáše (podle knihy Rút dokonce sám král David má díky Rút v sobě moabskou krev!).
- Obsah protestuje proti reformám, které se snažili zavést Nehemjáš a Ezdráš.

## Poselství
Knihou proniká několik ústředních témat:
- Věrnost smlouvě. Noemi se odvolává v modlitbě na Boží smlouvu a vyprošuje Boží věrnost pro své snachy (1,8); Bóaz prokázal věrnost Boží smlouvě a svému mrtvému příbuznému, když si vzal Rút za ženu (2,20); Rút prokázala věrnost, když se nejen postarala o svou tchyni Noemi, ale zůstala věrná svému mrtvému manželovi (3,10).
- Důležitost levirátního manželství. Jelikož spisy Starého zákona ve valné většině nevykazují víru v posmrtný život, jediná možnost, jak přetrvat, je skrze potomstvo. Levirátní manželství je tedy jedinou možností, jak zajistit bezdětnému muži pokračování v dětech. Neboť zemřít bezdětný znamenalo vyloučení, konec existence v rámci Izraele.
- Kniha dokazuje, že je možné, aby příslušník cizího pohanského národa přijal víru v Boha Izraele a stal se členem vyvoleného lidu, a dokonce budoucího královského rodu. Kniha se staví proti příliš úzkému, vyhraněnému a výlučnému postavení Izraele, převážně proti snahám o udržení čisté, neporušené krve, ke kterým docházelo po vybudování druhého chrámu především v 5. století př. n. l.